# Northeim
Northeim é uma cidade da Alemanha, antigo membro da Liga Hanseática (Hanse), localizada no estado de Baixa Saxônia (Niedersachsen) e é capital do distrito homónimo.